# ایوان گلازنبرگ
ایوان گلازنبرگ (به انگلیسی: Ivan Glasenberg) (زاده ۱۹۵۷) کارآفرین، صنعتگر و مدیر ارشد اجرایی است، که به‌طور مشترک اقامت ۴ کشور آفریقای جنوبی، اسرائیل، سوئیس و استرالیا را در اختیار دارد.
وی دانش‌آموخته رشته ام‌بی‌ای از دانشگاه کالیفرنیای جنوبی می‌باشد و در حال حاضر به‌عنوان مدیر عامل اجرایی شرکت گلنکور (بزرگترین شرکت کالای جهان) فعالیت می‌نماید.